# Kapok
Pour les articles homonymes, voir Kapok (homonymie).
Le kapok, en malais : kapuk, est une fibre végétale que l'on tire de fruits de plusieurs arbres de la famille des Bombacaceae. On utilise plus particulièrement ceux de Ceiba pentandra, le kapokier (aussi appelé « fromager »), un grand arbre des zones tropicales, originaire d'Amérique latine. Ceux de Bombax ceiba, un autre fromager, peuvent également être employés.
Cette fibre très légère a pour caractéristique son imperméabilité et son imputrescibilité. Elle est constituée par les poils fins et soyeux enveloppant les graines. Elle est en revanche très inflammable, caractéristique qui a causé l'incendie et la perte du paquebot Normandie dont les gilets de sauvetage en kapok ont pris feu par accident.

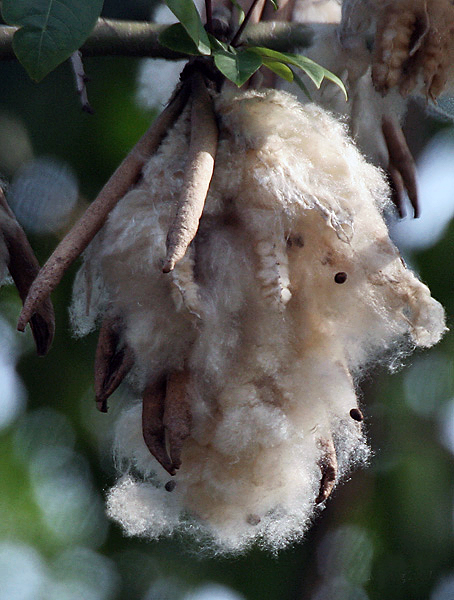
Fibres d'un Ceiba pentandra, servant à faire du kapok.

## Production
| Production en tonnes de graines de kapok non décortiquées. Chiffres 2003-2004 Données de FAOSTAT (FAO) |         |       |         |       |
| Indonésie                                                                                              | 225 250 | 66 %  | 225 250 | 66 %  |
| Thaïlande                                                                                              | 115 702 | 34 %  | 116 200 | 34 %  |
| Total                                                                                                  | 340 952 | 100 % | 341 450 | 100 % |

## Utilisation
Le kapok est filé au Cambodge pour faire du tissu.
Il a servi longtemps, jusqu'au XXe siècle, à la confection de matelas confortables et chauds en Europe. Ces matelas étaient en outre très durables car ils pouvaient être cardés au bout de quelques décennies. Le cardeur, décousant le matelas et le recousant ensuite, lui redonnait le confort d'un matelas neuf en une journée de travail avec sa cardeuse à main, en extérieur, la fibre étant pour sa part imputrescible.
Il reste utilisé de nos jours pour la confection de matelas de sol enroulables utilisés pour l'éducation physique et le yoga, ou comme lits d'appoint pour des invités. Le kapok est également employé pour remplir des oreillers et des coussins, des zafus par exemple.

## Galerie

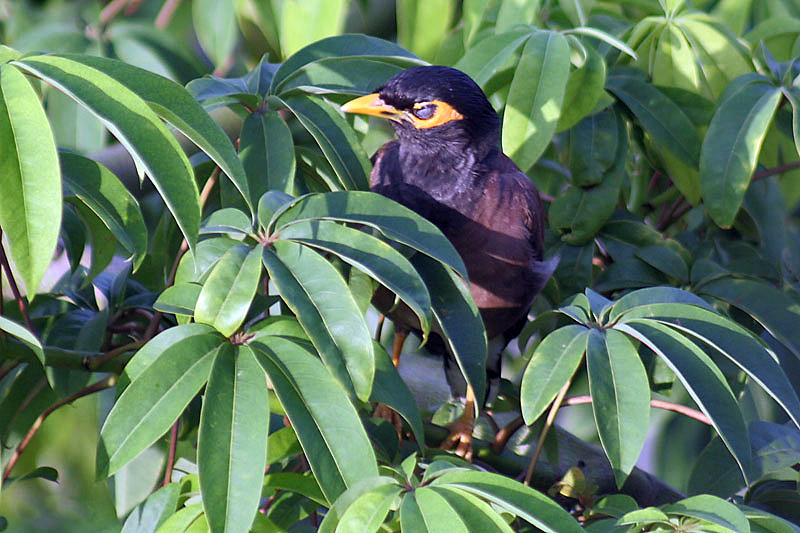
Feuilles de Kapokier à Calcutta, Bengale-Occidental, Inde.
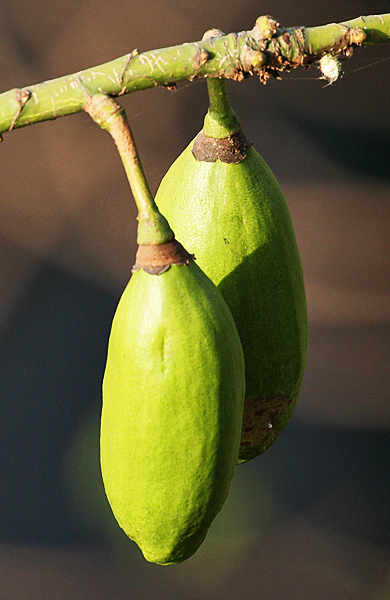
Fruit de Kapok à Kolkata
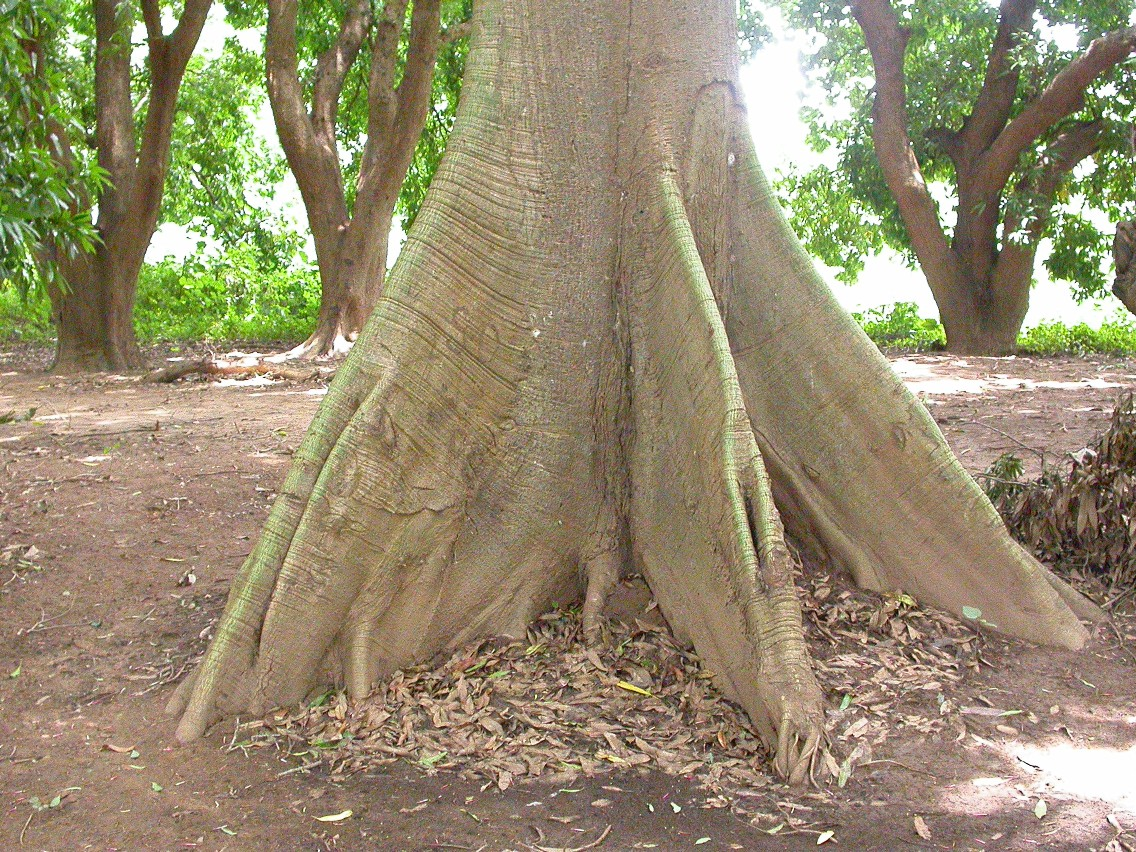
Racines contrefort
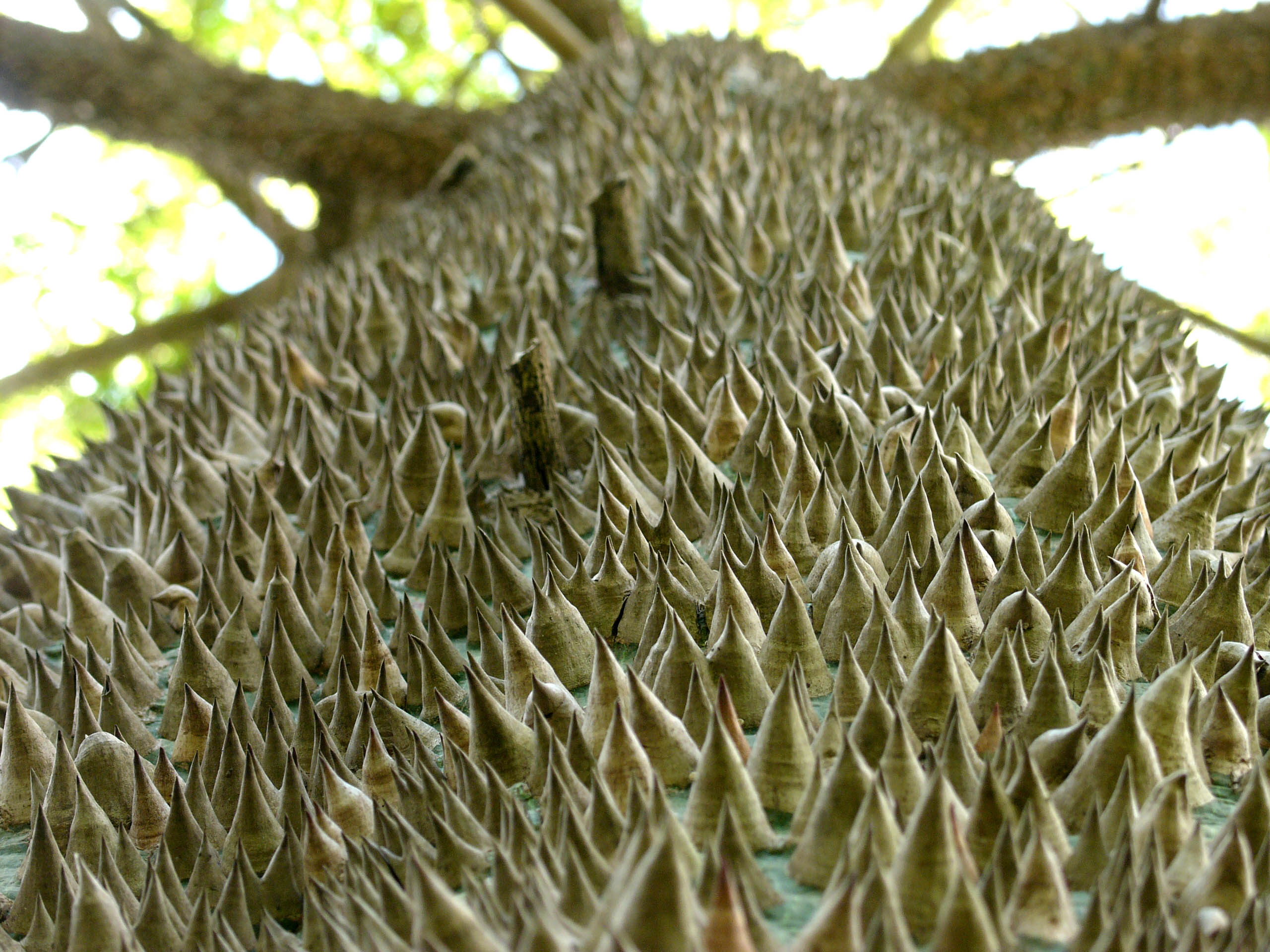
Détail des épines du tronc (Madère, Portugal)
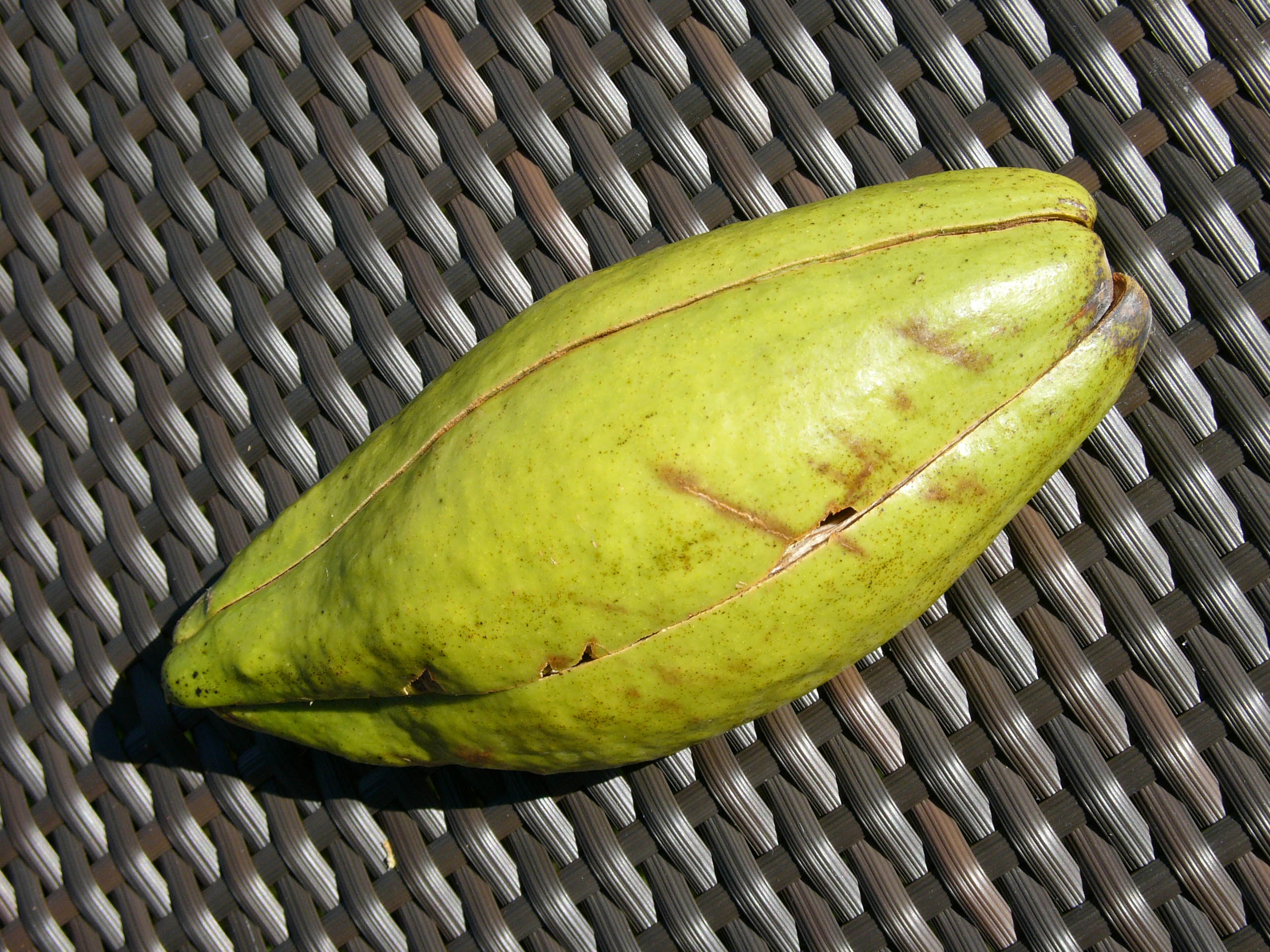
Fruit vert
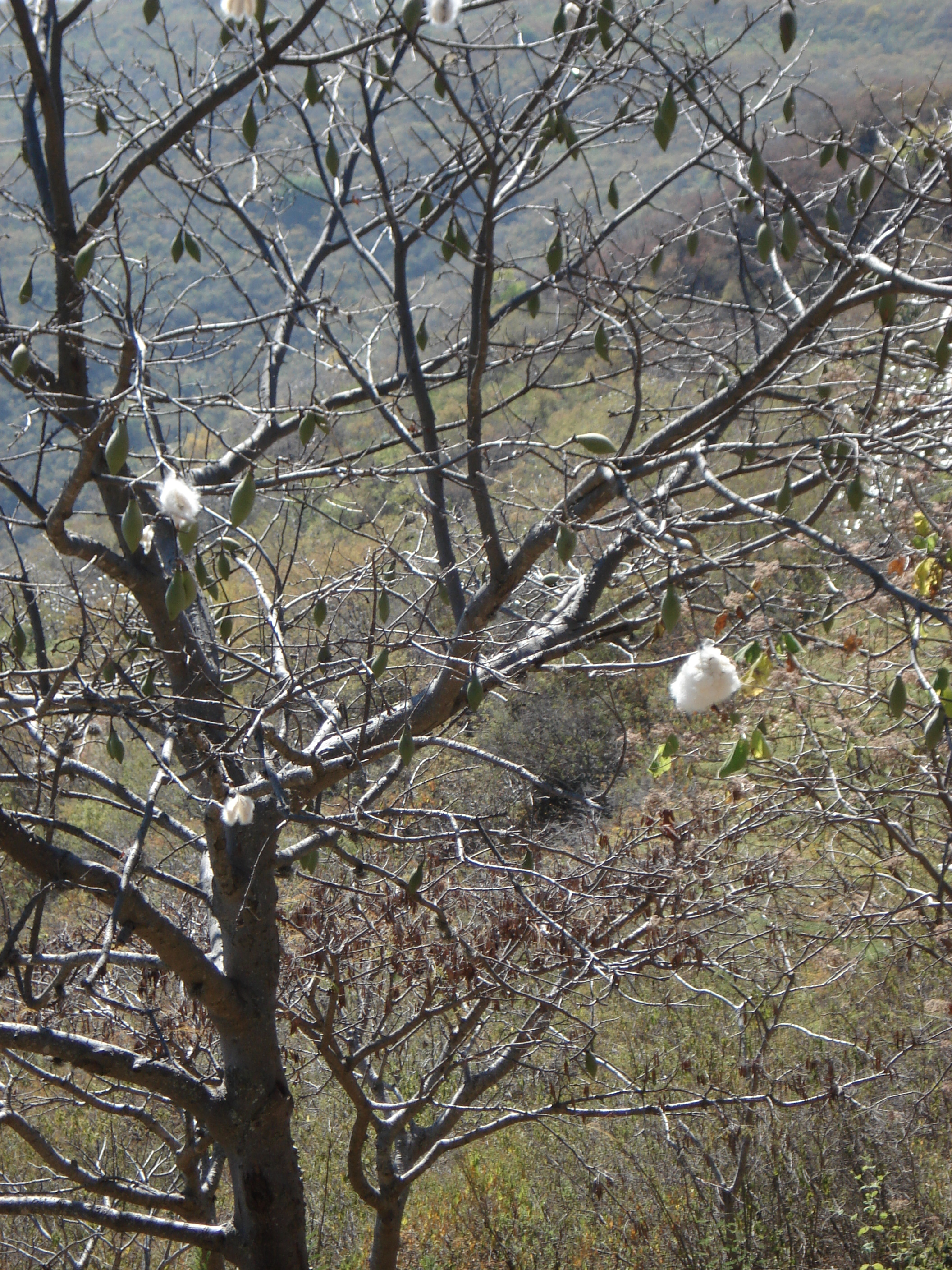
Quelques fruits à Monte Albán, Oaxaca, Mexique
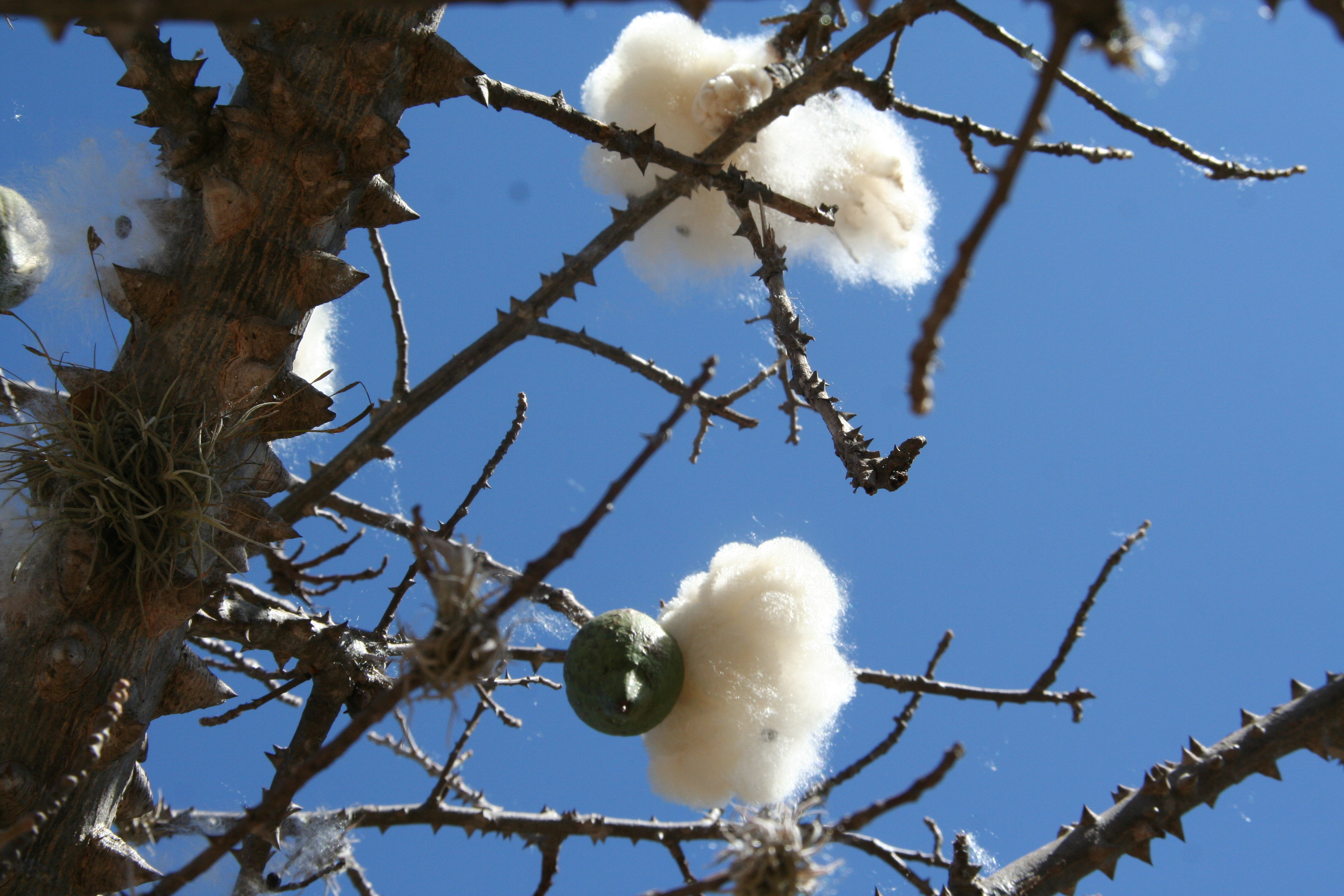
Détail des branchages à Monte Albán
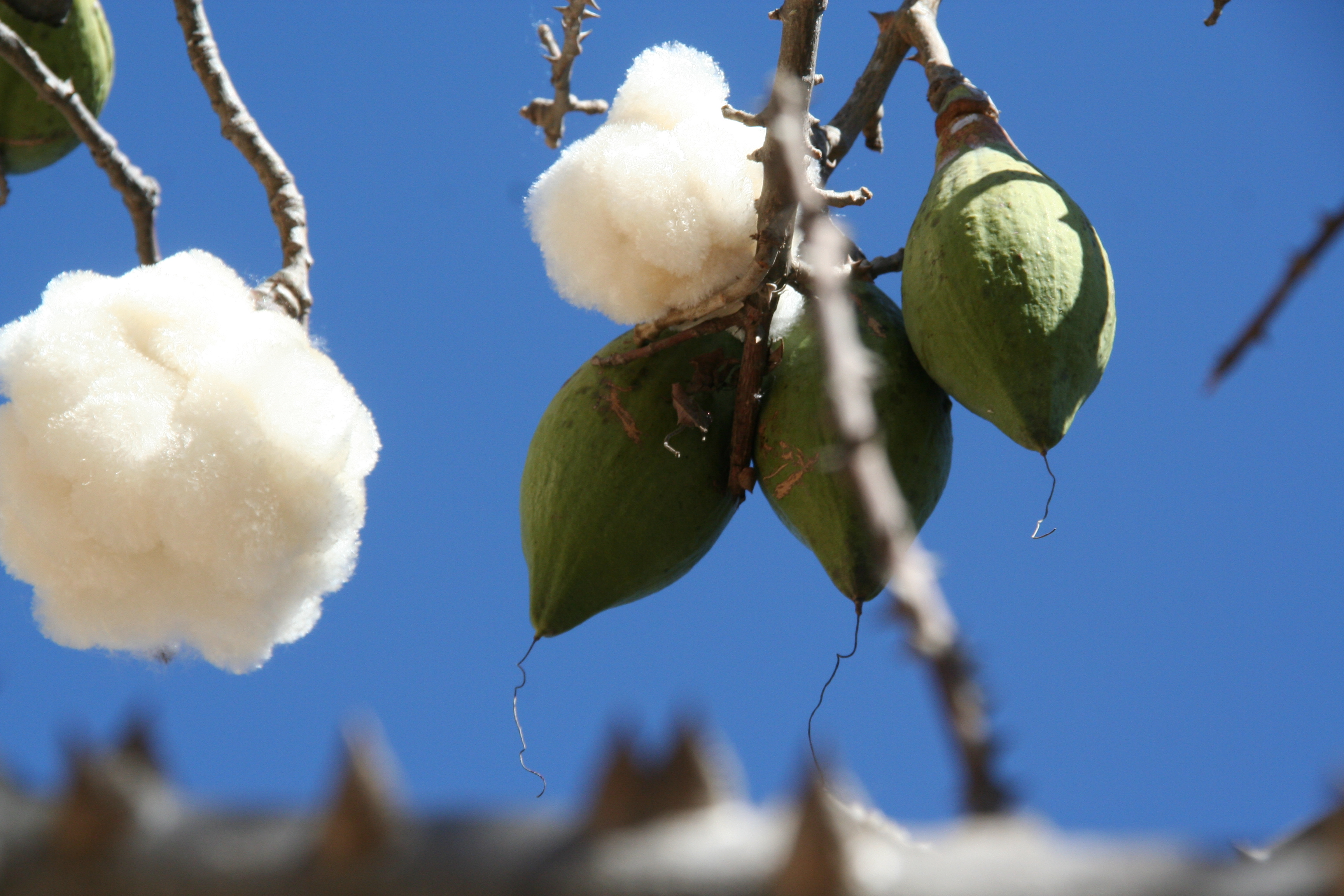
Fruits et fibres à Monte Albán